# Pihlajavesi
Pihlajavesi (históricamente también conocido como Pihlainen) es una ciudad y antiguo municipio de Finlandia, que en 1969 se fusionó con el municipio de Keuruu, ubicado en la región de Finlandia Central. 

## Geografía
Pihlajavesi limita con Ähtäri, Vilppula, Virrat y Pohjaslahti, y antes de la fusión del municipio también limitaba con Keuruu. En el momento de la fusión, la población de Pihlajavesi era de más de 1.700 personas, pero desde entonces ha disminuido a menos de 500, aunque en los meses de verano el número aumenta significativamente debido a los turistas y propietarios de residencias de verano. 
El lago Pihlajavesi del mismo nombre se encuentra dentro del municipio y se conecta a través del lago Tarjanne con la cuenca de Kokemäenjoki, que desemboca en el mar de Botnia .

## Historia
Pihlajavesi existe al menos desde principios del siglo XVII. Su nombre se deriva del nombre del lago cercano, que literalmente significa "agua de serbal". El serbal ( pihlaja ) es un árbol poco común en la zona, por lo que probablemente se eligió este nombre para el lago. El asentamiento fue inicialmente parte de la parroquia de Ruovesi hasta que Keuruu se separó de ella en la década de 1630. Bajo Keuruu, Pihlajavesi obtuvo los derechos de capilla en 1831. Se convirtió en una parroquia y municipio independiente en 1910, permaneciendo independiente hasta 1969. 

## Comodidades

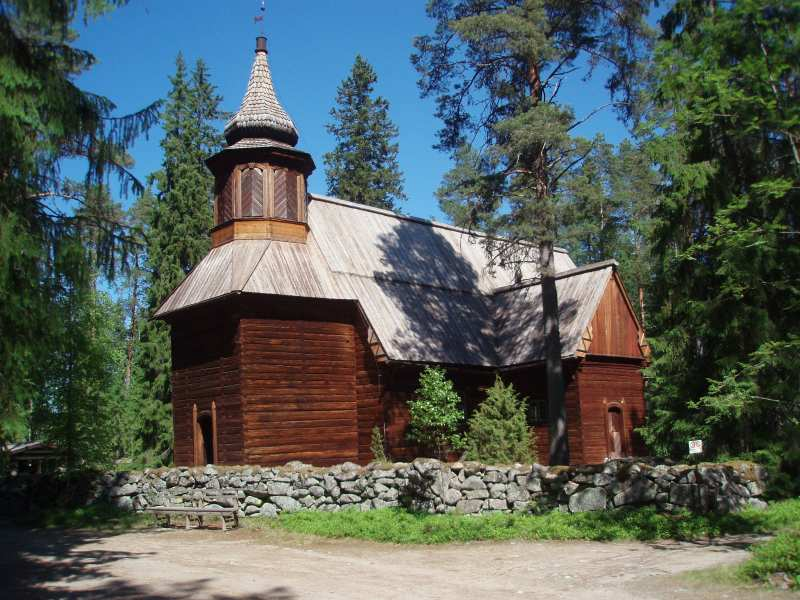
Antigua iglesia de Pihlajavesi

Hay dos iglesias luteranas en Pihlajavesi. La antigua iglesia, diseñada por Matti Åkerblom y construida a principios de la década de 1780, está situada en el bosque fuera de las principales zonas pobladas y a menudo se la conoce como Erämaakirkko ( tdl. 'iglesia del desierto').  Ha sido designado y protegido por la Agencia del Patrimonio de Finlandia como entorno cultural construido de importancia nacional ( Valtakunnallisesti merkittävä rakennettu kulttuuriympäristö ). 
La nueva iglesia, diseñada por Ernst Lohrmann y construida en los años 1869-1871, es hoy en día la principal iglesia operativa de la parroquia. 
Hay una escuela primaria en Pihlajavesi, pero los alumnos de secundaria deben viajar al centro de Keuruu. 
Para el tráfico de pasajeros, Pihlajavesi cuenta con la estación Pihlajavesi de la línea ferroviaria Haapamäki-Seinäjoki . 

## Gente notable
Las personas notables originarias de Pihlajavesi incluyen:
- Anton Collin, esquiador de fondo
- Väinö Kallio, miembro del parlamento
- Erkki Kanerva,miembro del parlamento
- AV Koskimies, lingüista y escritor
- Heikki Nurmio, soldado y escritor
- Matti Raivio, esquiador de fondo